# A2 (voormalig wegnummer in Italië)
De A2 of Autostrada 2 (Autosnelweg 2) was vroeger het wegnummer van een autosnelweg in Italië, die deel uitmaakte van de Autostrada del Sole. De weg verbond Rome met Napels. De oude A2 werd tussen 1956 en 1964 geopend voor het verkeer. In 1988 verloor de weg zijn functie door de aanleg van een oostelijke omlegging bij Rome. Sindsdien is het mogelijk om rechtstreeks van Milaan naar Napels te rijden, zonder over de ringweg van Rome te moeten rijden. Na de opening van de omlegging werd de oude A2 omgenummerd als A1 (San Cesareo - Napels) en als A1dir Sud (Rome - San Cesareo).